# Bob Baardman
Bernard (Bob) Baardman (Amsterdam, 25 mei 1928 - Rotterdam, 13 september 2024) was een Nederlands jurist. Baardman was van 1981 tot 1992 raadsheer in de Hoge Raad der Nederlanden.
Baardman was de zoon van Gerrit Gijsbert Baardman, leraar Frans aan een HBS. Hij studeerde rechten aan de Universiteit van Amsterdam van 1946 tot 1954. Na zijn afstuderen werd hij advocaat te Rotterdam en vervolgens in 1958 bedrijfsjurist bij Unilever. In 1971 werd hij daarnaast benoemd tot buitengewoon hoogleraar Europees recht aan de Erasmus Universiteit Rotterdam.
Op 18 augustus 1981 werd Baardman aanbevolen voor benoeming in de Hoge Raad, als opvolger van de met vervroegd pensioen gegane Kornél Antal. De Tweede Kamer nam de aanbeveling ongewijzigd over op haar voordracht en de benoeming volgde op 29 september van dat jaar. Op 1 januari 1992 werd Baardman op eigen verzoek ontslag verleend; hij werd opgevolgd door Christaan Jansen.
Baardman was getrouwd met Renate Eitel. Hij overleed in 2024 op 96-jarige leeftijd te Rotterdam.